# Łaskarzew
Łaskarzew – miasto w województwie mazowieckim, w powiecie garwolińskim, siedziba gminy wiejskiej Łaskarzew.
Miejscowość jest siedzibą rzymskokatolickiej parafii Podwyższenia Krzyża Świętego oraz dekanatu.
Według danych z 31 grudnia 2009 r. miasto miało 4893 mieszkańców.
Łaskarzew był miastem biskupstwa poznańskiego w ziemi stężyckiej województwa sandomierskiego w drugiej połowie XVI wieku.

## Położenie
Miasto we wschodniej Polsce, położone 15 km od Garwolina. Leży nad rzeką Promnik, prawym dopływem Wisły, w otoczeniu Lasów Garwolińskich. Łaskarzew założony został na prawej stronie rzeki Promnik, przez biskupa poznańskiego Łaskarza, na miejscu osady Gorczycew położonej na lewym brzegu rzeki Promnik. Łaskarzew pierwotnie należał do ziemi sandomierskiej, a następnie do ziemi stężyckiej w dawnym województwie sandomierskim w Małopolsce. Zakładając miasto Łaskarzew biskup przeniósł je na prawy brzeg Promnika, który był granicą pomiędzy Małopolską a Mazowszem, w granice swojego biskupstwa. Sprawa ta stała się przyczyną zatargu pomiędzy biskupstwem krakowskim a poznańskim. Obecnie Łaskarzew leży po obu stronach rzeki, ale dalej część na lewym brzegu Promnika zwana jest Gorczycewem.

## Sąsiednie gminy
Łaskarzew (gmina wiejska), Sobolew

## Zabytki
- Kościół parafialny pw. Podwyższenia Krzyża Świętego z 1884, zniszczony w czasie ostatniej wojny, odbudowany i gruntownie przebudowany w 1946 w stylu eklektycznym.
- Kaplica cmentarna św. Onufrego z 1847.

## Historia
Łaskarzew prawa miejskie otrzymał z rąk króla Władysława Jagiełły w 1418, na prośbę biskupa poznańskiego Andrzeja Łaskarza z Gosławic. Od nazwiska biskupa miasto przyjęło swoją nazwę. Było ośrodkiem dóbr kapituły poznańskiej. Przywilej lokacyjny został potwierdzony w całości przez króla Stanisława Augusta Poniatowskiego w 1786. W drugiej połowie XVIII wieku został wzniesiony z drewna ratusz miejski.
Od 1795 Łaskarzew znalazł się w zaborze austriackim, w 1797 dobra Łaskarzew zostały przejęte przez rząd i w 1809 sprzedane Błeszczyńskim. W późniejszym czasie Łaskarzew był własnością Rusockich. Od 1809 wchodził w skład Księstwa Warszawskiego, od 1815 – Królestwa Polskiego.
Miasto utraciło prawa miejskie w 1870 za udział w powstaniu styczniowym. W 1877 Łaskarzew otrzymał połączenie kolejowe.
W latach 20. XX w. z inicjatywy polityka Kazimierza Świtalskiego oraz oddziału lubelskiego Stowarzyszenia Urzędników Skarbowych powstał tu ośrodek wypoczynkowy pracowników skarbowych. Jedna z willi ośrodka (spłonęła w 2014 r.) od nazwiska Świtalskiego przybrała nazwę "Świt". W miejscowości pojawiali się politycy tej miary, co Adam Koc, Bogusław Miedziński, Ignacy Matuszewski czy Janusz Jędrzejewicz. 
17 września 1939 żołnierze Wehrmachtu dokonali zbrodni na ludności cywilnej. Zamordowano 54 mieszkańców wsi. W czasie okupacji niemieckiej w latach 1941-42 istniało tu getto, z którego ok. 1,3 tys. osób wywieziono do obozu zagłady w Treblince. Niemcy zamordowali około 2 tys. mieszkańców Łaskarzewa. W okolicy działały oddziały partyzanckie AK, BCh i NSZ-NOW. W 1944 okolice Łaskarzewa były miejscem koncentracji i przegrupowań wojsk polskich przed przeprawą przez Wisłę na przyczółek warecko-magnuszewski. W latach 1944–45 trwały deportacje przez NKWD członków polskich organizacji niepodległościowych w głąb ZSRR.
W 1959 Łaskarzew otrzymał prawa osiedla typu miejskiego. Prawa miejskie odzyskał w 1969.
W latach 1975–1998 miasto należało administracyjnie do województwa siedleckiego.

## Gospodarka
Dawniej ośrodek ludowej ceramiki użytkowej. Obecnie liczne zakłady szewskie oraz kilka zakładów produkcji wyrobów z tworzyw sztucznych. Pojedyncze zakłady z innych branż. Usługi rzemieślnicze dla miasta i okolicy.

## Demografia

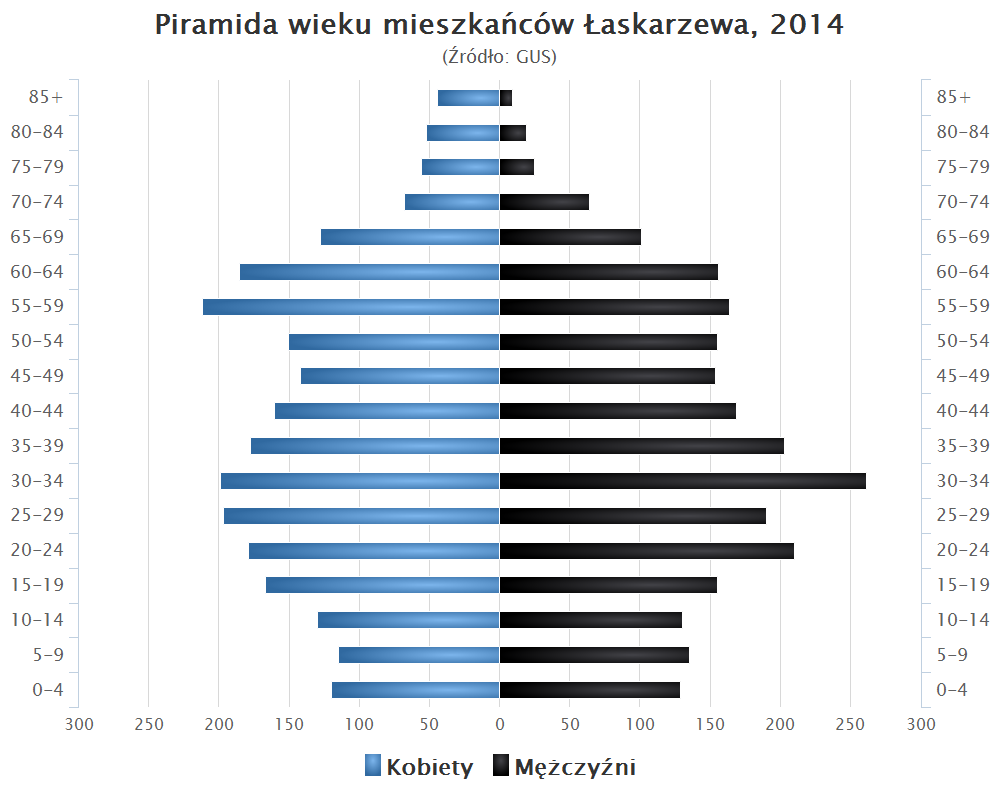
Piramida wieku mieszkańców Łaskarzewa w 2014 roku

## Transport
Przez miasto przebiega linia kolejowa nr 7.
W odległości 11 km od Łaskarzewa przebiega trasa międzynarodowa E372.